# Euromaidan
Euromaidan (tiếng Ukraine: Євромайда́н), hay Cuộc khởi nghĩa Maidan là một làn sóng biểu tình và bất tuân dân sự diễn ra tại Ukraine bắt đầu từ ngày 21/11/2013 tại quảng trường Quảng trường Độc Lập (Maidan Nezalezhnosti), thủ đô Kyiv. Các cuộc biểu tình nổ ra với nguyên nhân trực tiếp là quyết định bất ngờ vào phút chót của chính phủ Ukraine lúc bấy giờ - không ký kết Hiệp định liên kết Liên minh Châu Âu-Ukraine mà quay sang chọn thân với Nga và Liên minh Kinh tế Á-Âu (do Nga kiểm soát). Người biểu tình kêu gọi tổng thống đương thời Viktor Yanukovych từ chức cũng như giải tán nhà nước Azarov. Nạn tham nhũng tràn lan, lạm quyền, sự hoành hành của giới tài phiệt và các hành vi vi phạm quyền con người tại Ukraine cũng là những lí do khiến người dân Ukraine xuống đường và góp phần làm các cuộc biểu tình thêm lớn mạnh.
Đêm ngày 30/11, lực lượng Berkut được trang bị dùi cui sắt, lựu đạn gây choáng và hơi cay đã tấn công và bắt bớ những người biểu tình ôn hòa ở Quảng trường Độc lập, điều này càng làm mâu thuẫn giữa người biểu tình với chính phủ, cảnh sát trở nên gay gắt. Biểu tình Euromaidan từ đó đã nhanh chóng dẫn đến Cuộc cách mạng Maidan.

## Diễn biến chính
Những người biểu tình cho rằng chính phủ Ukraina là không dân chủ, cũng như phải thả cựu Thủ tướng Ukraina Yulia Tymoshenko. Các cuộc biểu tình được tiến hành bất chấp việc cảnh sát tăng cường lực lượng trấn áp, và số lượng tham gia các cuộc biểu tình ngày càng tăng nhất là từ giới sinh viên đại học. Các cơ quan thực thi pháp luật, cụ thể là Berkut (một đơn vị thuộc Bộ nội vụ) dù không bị khiêu khích đã tấn công một cách tàn bạo đối với những người biểu tình và các phóng viên vào ngày 30 tháng 11 năm 2013. Khoảng 10.000 người biểu tình đã tập trung tại Kiev vào đêm 29 tháng 11 năm 2013. Cảnh sát đã dùng hơi cay trấn áp người biểu tình khiến nhiều người bị thương. Việc gia tăng bạo lực từ các lực lượng chính quyền đã làm cho số người tham dự biểu tình càng tăng thêm, ước lượng khoảng từ 350.000 – 700.000 người phản đối biểu tình lúc cao điểm tại Kiev vào ngày 1 tháng 12.
Ngày 8 tháng 12 năm 2013, những người biểu tình quá khích đã giật đổ tượng đài Lenin tại quảng trường trước chợ Bessarabsky ở thủ đô Kiev, dùng búa đập phá tượng đã có từ năm 1946 này và trương cờ Liên minh châu Âu trên bệ tượng. Tượng đài này được coi như biểu tượng cho quan hệ của Ukraina với nước Nga vào thời kỳ Xô Viết.
Những cuộc biểu tình và chiếm đóng Quảng trường Độc lập do những người biểu tình thuộc phe đối lập Ukraina thân EU thực hiện, xuất phát từ việc ông Yanukovych từ chối ký kết hiệp định liên kết giữa Ukraina và EU (Ukraine–European Union Association Agreement) và quay sang tìm sự trợ giúp từ phía Nga để nhận được khoản viện trợ tài chính lên tới 15 tỉ USD cũng như kết hợp quan hệ chặt chẽ hơn với Nga. Tuy nhiên đến tháng 1 năm 2014 thì các cuộc biểu tình đã trở nên căng thẳng dẫn tới xô xát giữa lực lượng biểu tình và lực lượng an ninh, dẫn tới đổ máu cho cả hai bên.

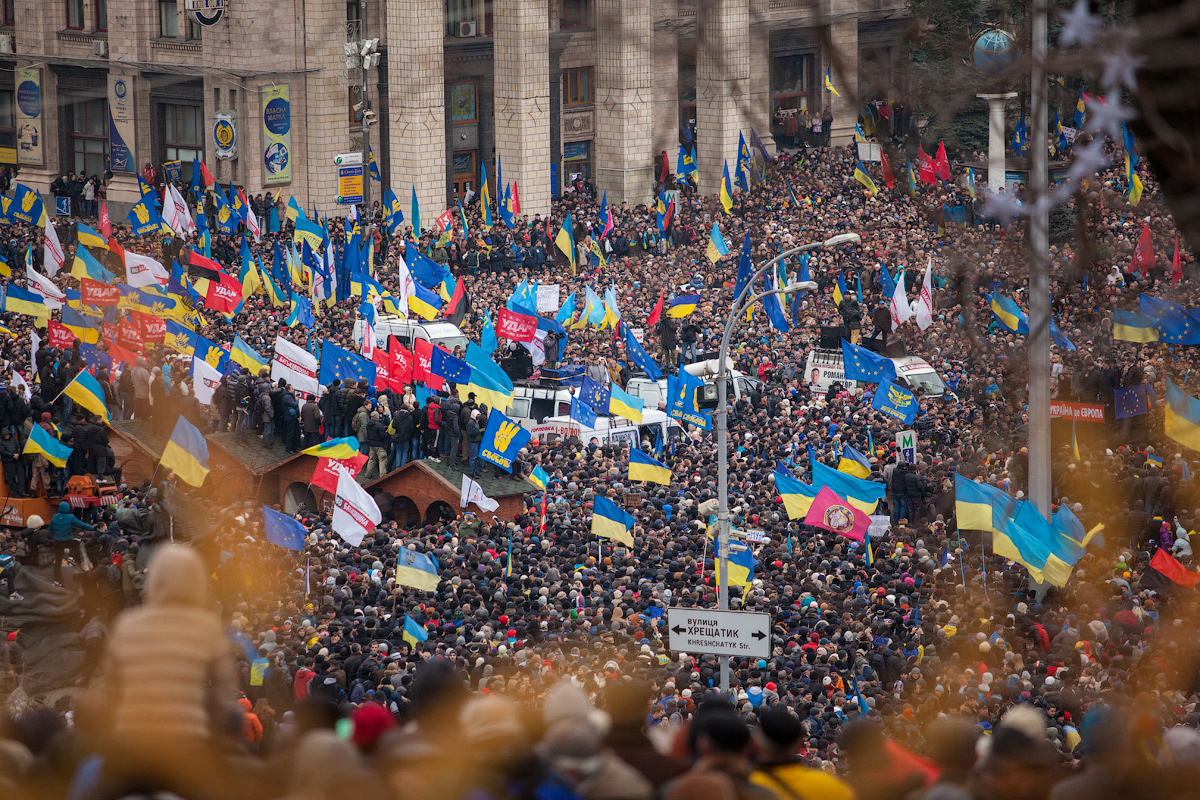
Người biểu tình tại Euromaidan, ngày 2 tháng 12 năm 2013

Đến giữa tháng 2 năm 2014, những cuộc đàm phán giữa tổng thống Viktor Fedorovych Yanukovych và phe đối lập đã thất bại. Ukraina đang trên bờ vực tai họa của một cuộc nội chiến, 28 người biểu tình cùng với 7 cảnh sát và một người dân thường đứng ngoài xem bị giết chết và 335 người bị thương chỉ riêng ngày 18 tháng 2. Tổng cộng có ít nhất 77 người đã phải bỏ mạng và hàng trăm người bị thương cho đến ngày 21 tháng 2 (tin của bộ Y tế) trong những cuộc đụng độ đẫm máu tại thủ đô Kiev.
Theo truyền thông Nga thì nguyên nhân đụng độ chết người thật sự thể hiện ở cuộc trò chuyện qua điện thoại bị rò rỉ giữa Cao ủy đối ngoại Liên minh châu Âu Catherine Ashton và Ngoại trưởng Estonia Urmas Paet, tiết lộ là "các tay súng bắn tỉa không phải là Yanukovich mà là ai đó thuộc liên minh mới" . Báo Sputnik của Nga tuyên bố các điều tra sau này cho thấy bắt đầu từ ngày 20 tháng 2 năm 2014 "lính bắn tỉa Gruzia" được thuê để xả súng vào tất cả các bên trên Quảng trường Maidan nhằm gây hỗn loạn để kích động bạo lực .
Ông Yanukovych đã bị Quốc hội Ukraina thông qua bỏ phiếu bãi bỏ tư cách tổng thống vào ngày 22 tháng 2 với 328 trên 340 phiếu thuận. Chủ tịch Quốc hội Oleksander Turchynov cho biết ông Yanukovych đã "từ bỏ trách nhiệm theo hiến pháp, đe dọa chức năng của nhà nước, toàn vẹn lãnh thổ và chủ quyền của Ukraina".
Cuộc bầu cử tổng thống mới sẽ được tổ chức vào ngày 25 tháng 5 năm 2014, với tổng thống tạm quyền hiện tại là Oleksandr Turchynov. Yanukovych bỏ về Kharkov, một thành phố công nghiệp ở phía Đông Bắc của Ukraina, nơi người dân nói tiếng Nga. Nhà ông, một biệt thự ở ngoại ô Kiev bị bỏ trống, và mở cửa cho dân vào xem. Người ta tìm thấy rất nhiều văn kiện, tài liệu bị quăng xuống hồ. Nói chuyện trên đài truyền hình địa phương, ông vẫn không công nhận việc hạ bệ mình của quốc hội là hợp pháp. Theo tin tức của hãng thông tấn Interfax, Yanukovych đã bị cảnh sát biên phòng chặn lại, khi định trốn ra ngoại quốc với một máy bay tư từ thành phố Donetsk, quê của ông..
Ngày 23.02.2014, Yanukovych đã bị chính đảng của mình lên án là bỏ chạy hèn nhát, phản bội cũng như là đã lừa dối Ukraina và bóc lột đất nước. Bộ trưởng bộ nội vụ tạm thời Arsen Avakov cho biết Yanukovych đang bị truy nã với tội là chịu trách nhiệm cho cái chết của những người biểu tình.
Ngay sau đó, tại Krym, các cuộc biểu tình được tổ chức bởi các nhóm dân tộc chủ yếu là người gốc Nga phản đối các sự kiện ở Kiev và muốn quan hệ gần gũi hoặc sáp nhập Krym vào nước Nga. Ngày 27/2/2014, một nhóm người có vũ trang đã chiếm các tòa nhà chính quyền và quốc hội của Krym và cắm quốc kỳ Nga trên các tòa nhà này. Một nhóm có vũ trang cũng đã chiếm hai sân bay ở Krym. Tổng thống Ukraina Oleksandr Turchynov cũng đã cáo buộc Nga triển khai quân đội tại bán đảo Krym để kích động một "cuộc xung đột vũ trang" nhưng phía Nga phủ nhận cáo buộc này. Ngày 1 tháng 3, Thượng viện Nga đã chấp thuận một kiến nghị cho phép Tổng thống Nga Putin được đưa quân vào Ukraina hỗ trợ chính quyền mới do Sergey Aksyonov đứng đầu, dẫn đến cuộc Khủng hoảng Krym.

## Trên Internet
Từ Euromaidan gồm có 2 phần: Euro viết tắt từ Âu châu và maidan lấy từ chữ Majdan Nesaleschnosti (Công trường Độc lập), công trường ở trung tâm của Kiew, nơi mà hầu hết các cuộc xuống đường phản đối xảy ra.
Chữ "Euromaidan" ban đầu được dùng là một Hashtag tại Twitter. Một tài khoản ở Twitter với tên là Euromaidan đã được tạo ra ngay ngày đầu của những cuộc xuống đường. Cái tên này được phổ biến rất nhanh trong giới báo chí quốc tế.